# Société des compagnons selliers tapissiers maroquiniers cordonniers-bottiers du devoir du tour de France - Famille du cuir
La Société des Compagnons selliers tapissiers maroquiniers cordonniers-bottiers du Devoir du Tour de France,  (S.CC.S.T.M.C-B.D.D.T.D.F.), dite « Famille du cuir », est une association compagnonnique constituée à Paris en 1946. Elle fut une des Corporations à reconnaitre l'AO, et donc par le fait affiliée à l'Association ouvrière des Compagnons du Devoir du Tour de France, elle s'en est séparée en 2007.

## Statut
Cette association est régie par la loi de 1901. Elle est actuellement déclarée sous le n° W751170028, son siège social est situé 9 Place des Halles à Tours.

## Historique
Si l'année 1941 vit la naissance de l’Association ouvrière des Compagnons du Devoir du Tour de France, les compagnons du devoir ont une origine beaucoup plus ancienne, notamment en ce qui concerne les cordonniers.
Le premier nom des cordonniers était cordouaniers parce que les plus belles peaux de chèvre étaient tannées à Cordoue. Plus tard, ces artisans les recherchèrent jusqu'au Maroc, d'où l'apparition du mot maroquinerie. En 1268, le Livre des métiers précise un apprentissage de quatre ans.
Pour la Famille du cuir nous savons[style à revoir] qu’en 1420 existait déjà un mouvement mentionné par un édit royal du 14 mars 1419 (publié en 1420) sur le voyage des cordonniers "allant de pays en pays". Puis c’est un rapport de police de Dijon en 1540 qui mentionne une « Mère des Compagnons cordonniers du Devoir ». Plus tard encore, en 1655, les selliers, les cordonniers entre autres métiers sont condamnés par la Sentence de Sorbonne affirmant qu'ils étaient des impies, singeant l’Église. Auparavant il y avait eu plusieurs condamnations sans effet sur les Compagnons mais cette sentence a principalement mis les Compagnons cordonniers en clandestinité, ce qui au fil des ans a altéré le Tour de France. Les Compagnons selliers n’ont pas fait cas de cette sentence.
Les Compagnons cordonniers furent persécutés par Henry Buch de la Compagnie du St Sacrement. 
Ce n’est que le 25 janvier 1808 à Angoulême que trois ouvriers cordonniers furent reçus Compagnons cordonniers du Devoir.
En 1938 le compagnon Armand Saunier (Guépin La Franchise) et son groupe les compagnons Pierre Bourseau (Bordelais L’Exemple de la Sagesse) , Roch Babut Roch (Clermont la Fidélité)  pour les selliers–bourreliers–harnacheurs du Devoir et Phelippon (Poitevin le Vengeur du Devoir), Buffière (Dauphiné le Soutien de la Canne), Demon (Tourangeau le Bon Accord) pour les cordonniers-bottiers du Devoir entamèrent des discussions pour faire la fusion entre les deux Sociétés. En 1939, le début de la Seconde Guerre mondiale mis fin aux pourparlers. En 1942, les Compagnons selliers adhèrent partiellement (zone occupée et zone libre) à l’Association ouvrière et font ainsi partie des Compagnonnages qui lui ont permis d’exister. En 1945, reprise des pourparlers entre les Compagnons Broquère <(Bordelais Le Courageux) et Mignot (Tourangeau la Fierté du Devoir) qui aboutit à la fusion. Elle devient effective le 1er juillet 1946 à Paris sous le nom de « Société des Compagnons selliers et cordonniers-bottiers du Devoir du Tour de France et parties similaires », cette dénomination laissant la porte ouverte aux tapissiers et aux maroquiniers. En revanche, les termes « Famille du cuir » n'apparurent que fin 1965 à la suite de deux réceptions où furent reçus des tapissiers du Devoir en 1964 à Tours ainsi que de celle du premier maroquinier du Devoir en 1965 à Nantes. Il est a signaler l'utilisation de ce terme pour désigner le Congrès de Tours en 1959 dans le livre Dictionnaire du Compagnonnage de François Icher, page 60, Édition du Borrégo, Le Mans 72000, en 1992.
En 2007, la S.CC.S.T.M.C-B.D.D.T.D.F. se sépare de l'Association ouvrière des Compagnons du Devoir du Tour de France à la suite de divergences. Elle modifie alors son intitulé, auquel elle ajoute le terme « Famille du cuir ».

Le 16 mai 2011 à l'Alliance Compagnonnique, Place des Halles à Tours, la Société renouvela la Reconnaissance faite par ses devanciers le 9 décembre 1860 à Paris aux Compagnons Boulangers signifiant ainsi leur appartenance au Devoir. En dignes héritiers, la Fédération des Compagnons Boulangers Patissiers Restés Fidèles Au Devoir perpétue ce compagnonnage. 

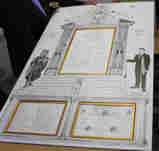
reconnaissance

## Divers
Le nom symbolique de ses membres est formé de la façon suivante : Vivarais le Courageux, Tourangeau Va de Bon Cœur, Flamand la Fidélité, Toulousain le Bon Accord...
Les Compagnons du Devoir de la Famille du Cuir sont sous le vocable de St Crépin/Crépinien (Reliques à la Cathédrale de Soissons) pour les Cordonniers, les Tapissiers et les Maroquiniers. Les Compagnons Selliers sont sous celui de St Eloi.La fête corporative (anciennement Provinciale, maintenant Nationale) est le 25 octobre (le samedi avant ou après, au plus près). La Société organise ses Assemblées Générales Ordinaires ou Extraordinaires en fonction de cette date. Toutes les corporations sœurs du Devoir sont invitées régulièrement à partager cette manifestation Compagnonnique.